# Rincón del Gato
Rincón del Gato é uma junta de governo da província de Entre Ríos, na Argentina.